# Megan Skiendiel
Megan Meiyok Skiendiel (Honolulu, 10 de febrero de 2006), más conocida como Megan Skiendel o simplemente Megan, es una cantante estadounidense, conocida por ser miembro del grupo femenino estadounidense Katseye.
En 2017, participó en la creación del juego The Elder Scrolls Legends: The Fall of the Dark Brotherhood, prestando su voz al personaje Babbet.  En 2021, interpretó un papel secundario en la serie de Disney De Sídney a Max y, en 2022, apareció en las series Bosch: Legacy y Efecto Ripple.  También compartió que fue aprendiz en una compañía de J-pop durante un tiempo.
En noviembre de 2021, Hybe UMG y Geffen Records anunciaron la búsqueda de miembros para un grupo de chicas como parte de un proyecto conjunto Hybe x Geffen Records,  quedando entre las finalistas.

## Vida Personal
- Su madre es de ascendencia singapurense y china, y su padre es de ascendencia sueco-estadounidense y tiene un hermano mayor

- A Megan le diagnosticaron dislexia por lo que ha recibido clases en línea desde octavo grado. Megan habla inglés, cantonés básico y francés básico.

- En 2015, ella y toda su familia aparecieron como extras en la película Jurassic World.

## Filmografía

### Programas de supervivencia
- The Debut: Dream Academy (2023) - Concursante

### Documentales
- Pop Star Academy: Katseye (2024) - Ella misma